# 田島郵便局
田島郵便局
（たじまゆうびんきょく）
- 福島県南会津郡南会津町にある郵便局。本記事にて記述する。
- 長野県上伊那郡中川村にある郵便局。局番号は11200。

（たしまゆうびんきょく）
- 熊本県菊池市にある郵便局。局番号は71276。

田島簡易郵便局（たしまかんいゆうびんきょく）
- 鳥取県鳥取市にある簡易郵便局。局番号は52719。

田島郵便局（たじまゆうびんきょく）は福島県南会津郡南会津町にある郵便局。民営化前の分類では集配特定郵便局であった。

## 概要
住所：〒967-8799 福島県南会津郡南会津町田島後町甲3973-4
民営化直前の集配業務再編において、多くの集配特定郵便局は配達センターとなったが、当局は地域郵便輸送の拠点として統括センターとされたため、民営化に際し郵便事業株式会社の支店が併設された。
旧特定局としては珍しく旧3桁局である。

## 沿革
- 1872年（明治5年）旧8月 - 田島郵便取扱所として開設[1]。
- 1875年（明治8年）1月1日 - 田島郵便局（五等）となる。
- 1882年（明治15年）3月1日 - 為替・貯金取扱を開始。
- 1896年（明治29年）12月25日 - 田島郵便電信局となる。
- 1903年（明治36年）4月1日 - 通信官署官制の施行に伴い田島郵便局となる。
- 1950年（昭和25年）10月1日 - 特定郵便局から普通郵便局に局種別改定[2]。
- 1950年（昭和25年）11月16日 - 電気通信業務を、新設の田島電報電話局に移管。
- 1956年（昭和31年）9月1日 - 電話通話および和文電報受付事務の取扱を開始。
- 1957年（昭和32年）12月 - 局舎新築落成。
- 1986年（昭和61年）10月20日 - 静川郵便局、荒海郵便局から集配業務を移管。
- 2000年（平成12年）7月1日 - 普通郵便局から特定郵便局に局種別改定[3]。
- 2004年（平成16年）4月1日 - 福米沢簡易郵便局の一時閉鎖（2007年（平成19年）4月30日に閉鎖のまま廃止）に伴い、取扱業務を承継[4]。
- 2007年（平成19年）10月1日 - 民営化に伴い、併設された郵便事業田島支店に一部業務を移管。
- 2012年（平成24年）10月1日 - 日本郵便株式会社発足に伴い、郵便事業田島支店を田島郵便局に統合。

## 取扱内容
- 郵便、印紙、ゆうパック、内容証明
- 貯金、為替、振替、振込、国際送金、国債、投資信託
- 生命保険、バイク自賠責保険
- ゆうちょ銀行ATM
- 南会津郡南会津町内の一部地域の集配業務
- ゆうゆう窓口

## 風景印
- 図案は重要無形文化財『会津田島祇園祭の七行器行列』・『駒止湿原のミズバショウ』・『七ヶ岳』
- 使用開始日は2000年（平成12年）7月1日

### 過去の風景印
- 1978年（昭和53年）5月1日 - 1993年（平成5年）2月11日
  - 図案は『南泉寺の楼門』・『山寺の裏庭』・『七ヶ岳』
- 1993年（平成5年）2月12日 - 2000年（平成12年）6月30日
  - 図案は『会津田島祇園祭・七行器行列』・『駒止湿原のミズバショウ』・『七ヶ岳』

## 周辺
- 南会津町役場
- 南会津警察署
- 国道121号
- 阿賀川
- 細井家資料館

## アクセス
- 会津鉄道会津線 会津田島駅から徒歩約3分
- 駐車場あり：12台